# Lexus IS (XE30)
La Lexus XE30 è la terza generazione della Lexus IS, una berlina a tre volumi di segmento D prodotta dalla casa automobilistica giapponese Lexus a partire dalla fine di aprile 2013.

## Il contesto
L'auto viene presentata ufficialmente nel gennaio del 2013 al North American International Auto Show, ed è l'evoluzione di tre precedenti concept-car, tutte mostrate nell'arco del 2012.

### Sviluppo

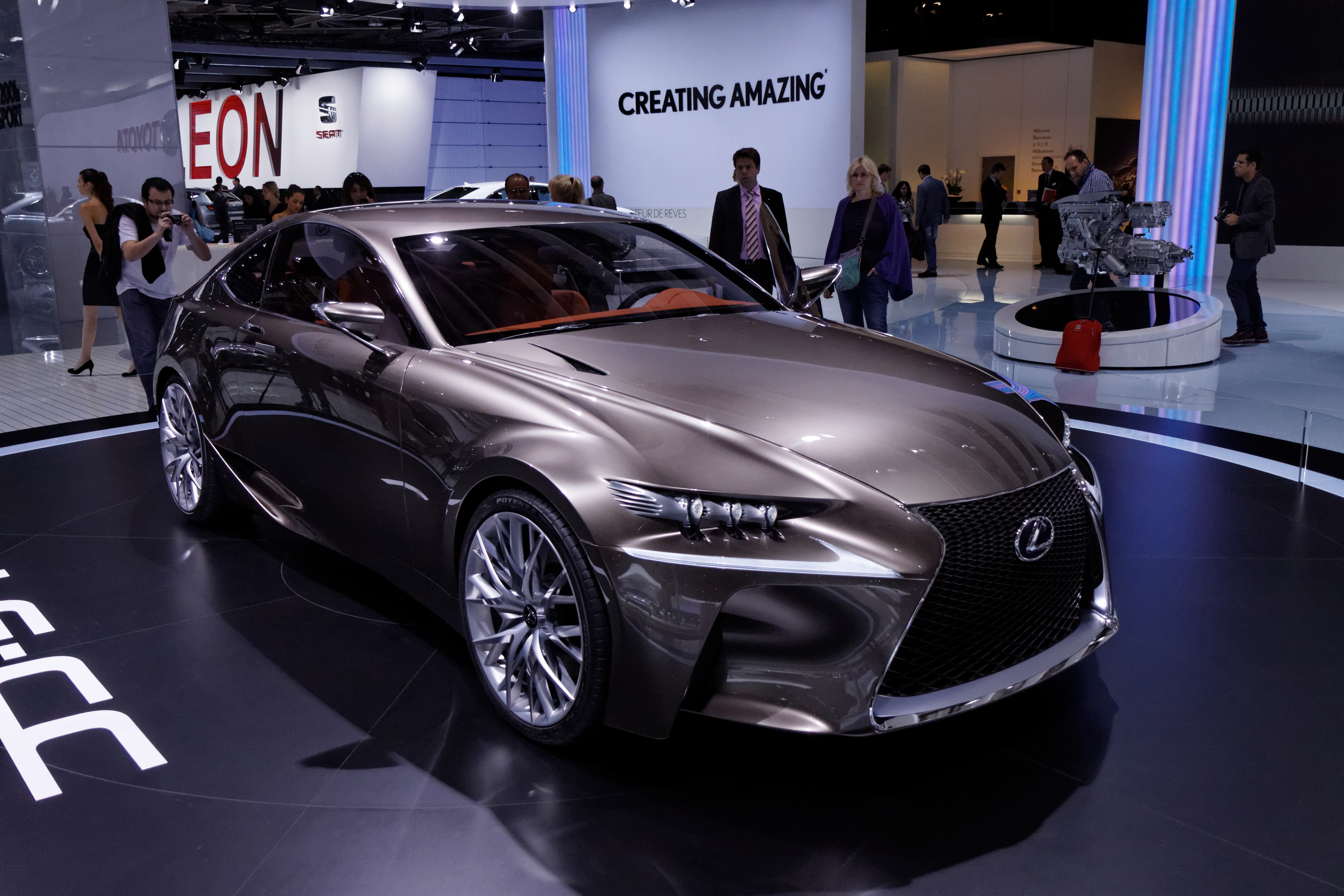
Lexus LF-CC concept del 2012

La produzione in serie è stata preceduta da tre prototipi. La prima è stata la LF-LC, ovvero il concept di una coupé a trazione posteriore dalle forme "scolpite", con le luci diurne anteriori a forma di uncino separate dai fari principali (elemento che verrà mantenuto per la futura IS).
Successivamente è stata mostrata la LF-LC Blue, ovvero il prototipo di una coupé a trazione posteriore spinta da un motore ibrido.
L'ultima concept prima della vettura definitiva è stata la LF-CC, ovvero una LF-LC che incorpora alcune soluzioni della Lexus LFA.
L'estetica di quest'ultima influenzerà molto la nuova IS, che è costruita sulla piattaforma Toyota New N, condivisa con la più recente delle Lexus GS.

### Esterni
La terza generazione della IS si caratterizza a livello estetico per l'adozione del nuovo corso stilistico, con linee ispirate a quelle della GS di ultima generazione, con linee tese ed un frontale sviluppato attorno alla grande calandra, che caratterizza il frontale, rinnovato anche nei fari, con le luci diurne a LED a forma di uncino. Inedite anche le fiancate, che si collegano ai fanali posteriori a sviluppo orizzontale.
Rispetto alla XE20 l'auto è più lunga di 95 mm, più larga di 10 mm e più bassa di 10 mm.

### Interni

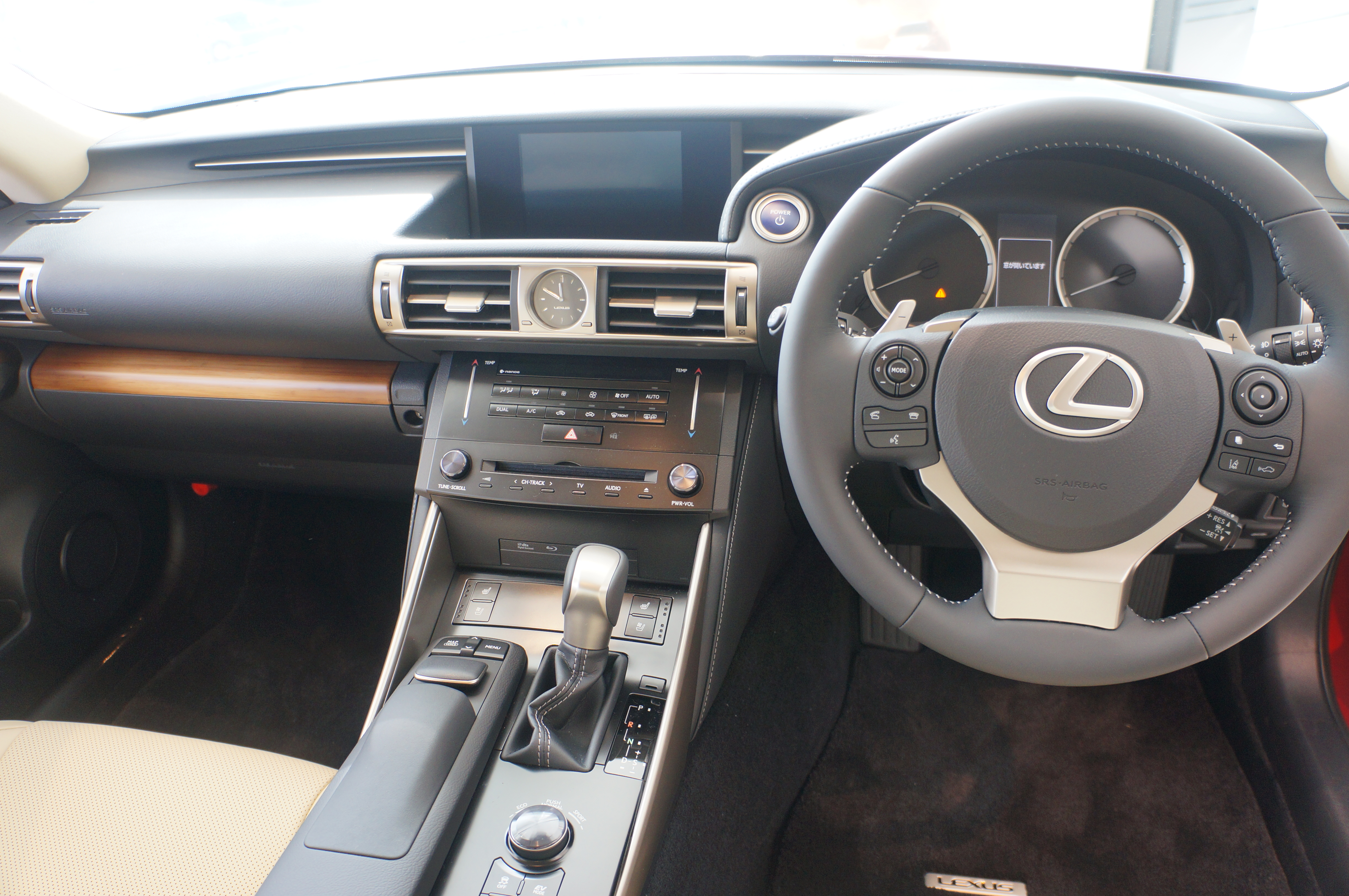
La plancia di un esemplare con guida a destra

Gli interni presentano gli stessi tratti di quelli degli ultimi modelli della casa nipponica, ovvero una plancia imponente e lievemente orientata verso il guidatore. Degni di nota i comandi elettrostatici per comandare le varie funzioni del climatizzatore automatico, tra l'altro di serie su tutti gli allestimenti, in quanto sono a sfioramento. Un altro passo avanti rispetto al vecchio modello è stato fatto nel campo della telematica, con la presenza di uno schermo di 7" che integra il navigatore satellitare. Inoltre i progettisti sono riusciti a sfruttare gli aumenti dimensionali, infatti l'abitacolo è più spazioso di quello del modello che sostituisce.

### Sicurezza
La vettura è dotata di otto airbag, di cui due per le ginocchia degli occupanti anteriori, del cofano attivo (che in caso d'investimento di un pedone si solleva di 7 cm dagli organi meccanici per attutire l'impatto della testa sullo stesso) e di una serie di dispositivi di sicurezza attiva come il Lane Departure Alert (contro le involontarie uscite dalla carreggiata), il Blind Spot Monitor (per il monitoraggio dell'angolo cieco dello specchietto retrovisore) e il sistema Rear Cross Traffic Alert (un dispositivo che aiuta a uscire in retromarcia dai parcheggi).
L'auto è stata sottoposta ai crash test dell'Euro NCAP in Europa e della National Highway Traffic Safety Administration negli Stati Uniti ed è stata valutata con un punteggio di cinque stelle nel primo caso e di quattro nel secondo.

### Restyling 2016

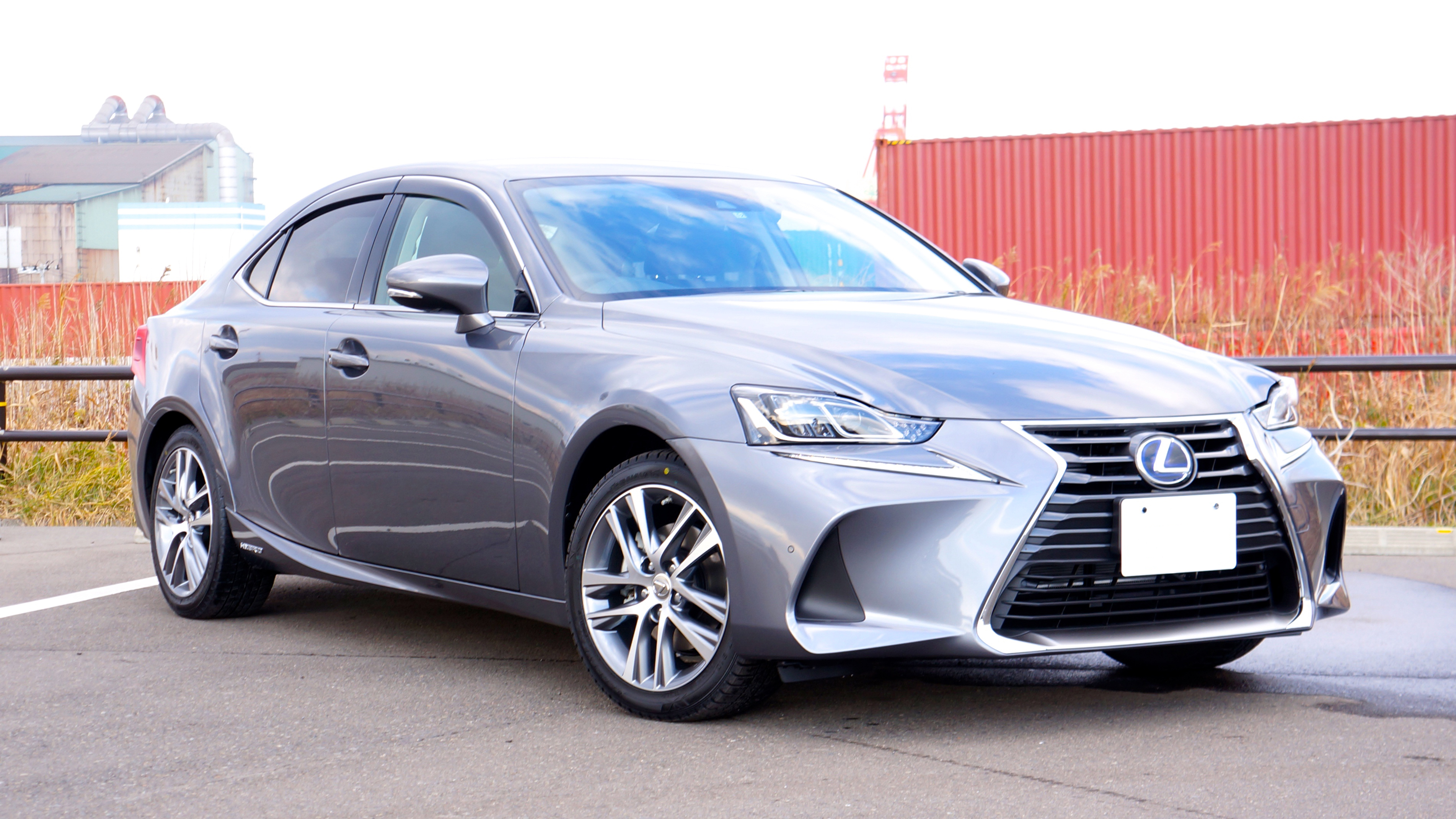
IS 300h restyling del 2017

Nel 2016 viene sottoposta a un aggiornamento di metà carriera che interessa principalmente l'estetica della parte anteriore, i fari posteriore e l'abitacolo.
Quest'ultimo presenta un nuovo schermo del sistema di infotainment da 10,3 pollici, un nuovo volante e nuove cuciture a contrasto dei sedili.
Il frontale è composta dalla classica presa d'aria a clessidra che caratterizza tutte le Lexus contemporanee che viene modificata e ridimensionata per renderla più aggressiva, con i fari che presentano una profilatura più evidente con le luci diurne a led separati dal gruppo principale con la forma a freccia. Inoltre nella dotazione sono stati integrati nuovi sistemi attivi di assistenza alla guida.

### Restyling 2020

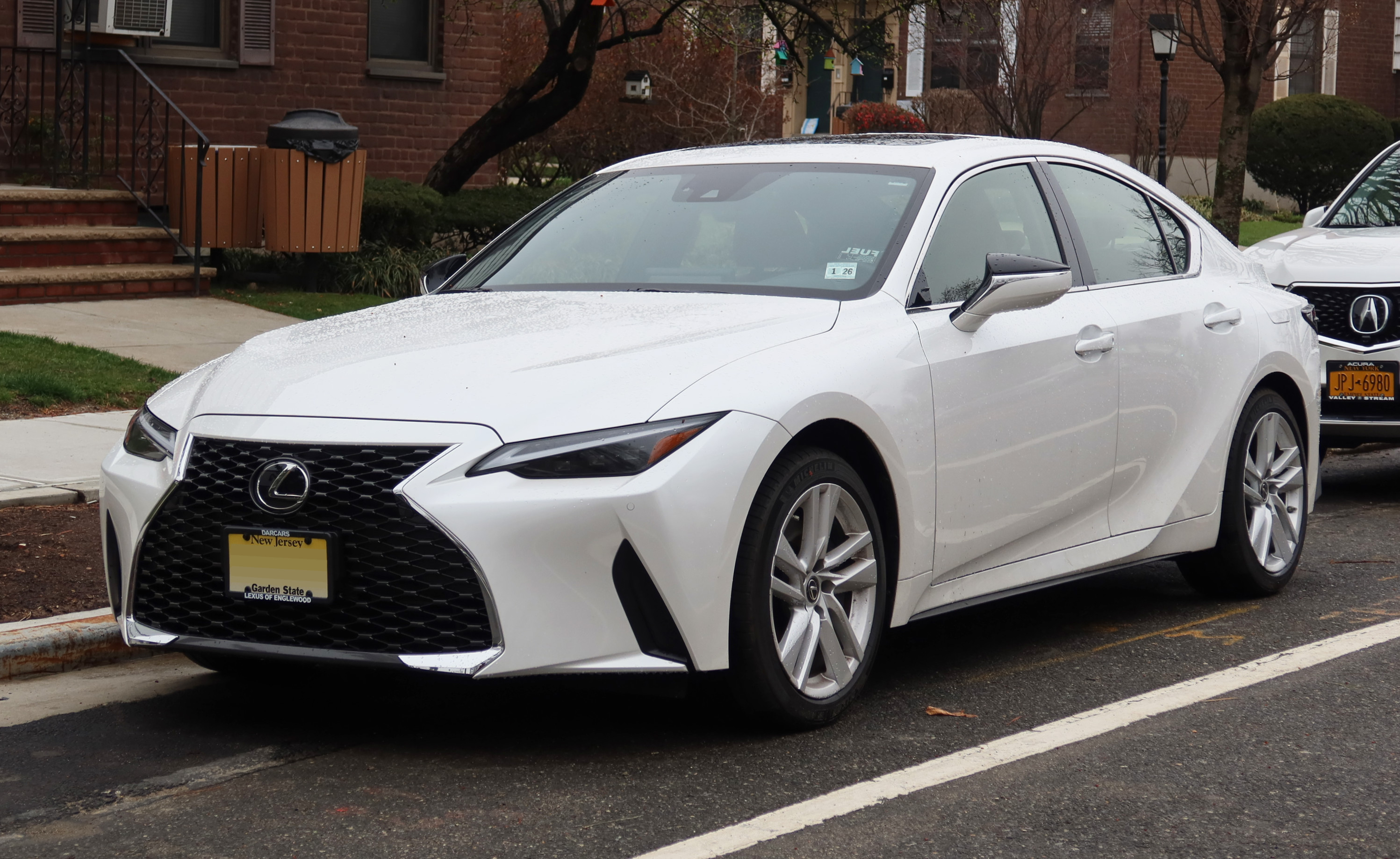
Lexus IS (2020)

L'IS ha ricevuto un ulteriore e importante restyling nel 2020 per il Model Year 2021. L'aggiornamento include una carrozzeria più grande, fari ridisegnati e luci posteriori a tutta larghezza, cruscotto leggermente ridisegnato e un design della griglia del mandrino più grande. Sono state rese disponibili le funzionalità di Android Auto e Apple CarPlay, oltre a sistemi di assistenza alla guida aggiornati e monitoraggio degli angoli ciechi di serie. Questo modello non è disponibile in Europa e Australia poiché è stato ritirato da tali mercati proprio nel 2020.

#### IS 500 F Sport Performance

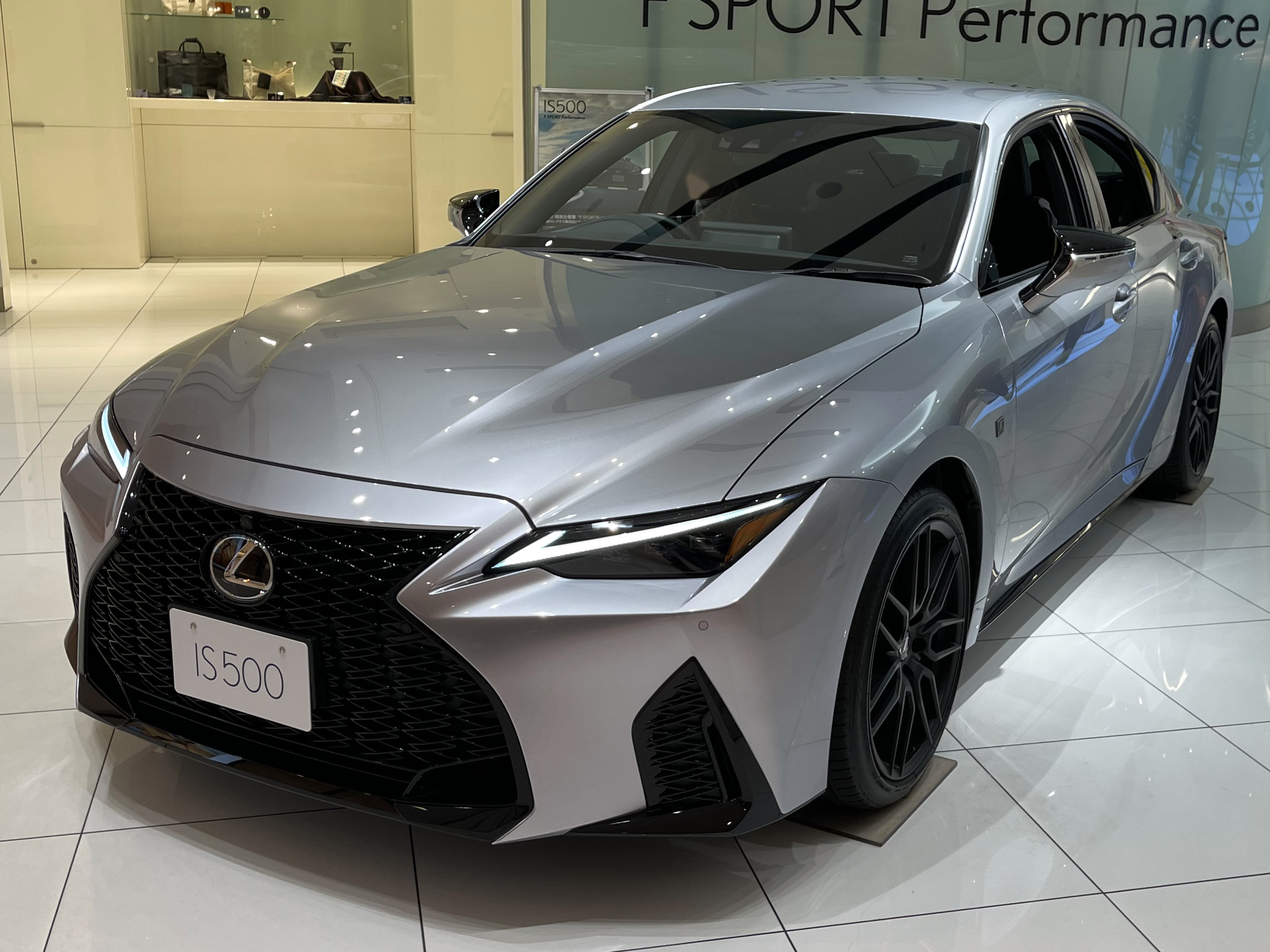
Lexus IS 500 F Sport Performance

Nel febbraio 2021 è stato presentato il primo modello con motore V8 dalla IS F, chiamato IS 500 F Sport Performance, che è stato messo in vendita esclusivamente in Nord America nel terzo trimestre del 2021.
Questo è il primo modello Lexus classificato come "F Sport Performance", a significare una nuova classe di modelli che offre la potenza e il motore dei modelli superiori del marchio "F", ma senza la carrozzeria più ampia, gli allestimenti interni come i sedili avvolgenti sportivi, né i freni, le sospensioni e il telaio ampiamente aggiornati e messi a punto.

## Motorizzazioni
| Motore                     | Disponibilità | Codice telaio | Motore                                           | Cilindrata (cm³) | Potenza         | Coppia max (Nm) | Emissioni CO2 (g/km) | 0-100 km/h (s) | Velocità max (km/h) | Consumo medio (km/l) |
| IS 250                     | 2013-2015     | -             | 6 cilindri a V, benzina                          | 2499             | 153 kW (208 CV) | 252             | 199                  | 8,3            | 225                 | 11,6                 |
| IS 200t                    | 2015-2017     | -             | 4 cilindri in linea, benzina                     | 1998             | 177 kW (241 CV) | 350             | 162                  | 7,0            | 230                 | 14,3                 |
| IS 300h                    | dal 2013      | -             | 4 cilindri in linea, benzina + motore elettrico) | 2494             | 164 kW (223 CV) | 221             | 99                   | 8,3            | 200                 | 23,3                 |
| IS 350                     | dal 2013      | -             | 6 cilindri a V, benzina                          | 3456             | 228 kW (306 CV) | 375             | -                    | 5,8            | 230                 | 10,9                 |
| IS 500 F Sport Performance | dal 2021      | -             | 8 cilindri a V                                   | 4969             | 352 kW (472 CV) | 535             | -                    | -              | -                   | -                    |